# Xu Li
Xu Li (* 17. November 1989 in Suzhou, Provinz Anhui) ist eine chinesische Ringerin. Sie gewann bei den Olympischen Spielen 2008 in Peking eine Silbermedaille in der Gewichtsklasse bis 55 kg Körpergewicht. 

## Werdegang
Xu Li begann als Jugendliche im Jahre 2002 mit dem Ringen. Sie ist Mitglied des Anhui Wrestling Clubs. Ihr Trainer ist Qu Zhongdong. 
Über ihre Entwicklung im Juniorenalter und in China ist nichts bekannt. Sie trat auf der internationalen Ringerbühne erstmals im Jahre 2007 in Erscheinung, als sie als Achtzehnjährige bei der Weltmeisterschaft in Baku und der Gewichtsklasse bis 55 kg eingesetzt wurde. Sie verlor dort ihren ersten Kampf gegen Natalja Golz aus Russland und schied aus, weil diese das Finale nicht erreichte. In der Endabrechnung kam sie dabei nur auf den 28. Platz. 
Im Jahre 2008 gewann sie dann ihre erste Medaille bei einer internationalen Meisterschaft. In Jeju/Südkorea kam sie bei der Asien-Meisterschaft hinter Saori Yoshida aus Japan und Saltanat Abdrachmanowa aus Kasachstan auf den 3. Platz. Im gleichen Jahr wurde sie auch bei den Olympischen Spielen in Peking eingesetzt. Sie siegte dort über Ana Maria Pavăl aus Rumänien, Olga Smirnowa aus Kasachstan und Jackeline Rentería aus Kolumbien, unterlag aber im Endkampf der Favoritin Saori Yoshida ziemlich klar nach Punkten (0:2 Runden, 0:7 Punkte) und gewann damit eine olympische Silbermedaille. 
Im Jahre 2009 gewann Xu Li in Taiyuan/China im Rahmen des Mannschafts-Weltcups die Einzelwertung in der Gewichtsklasse bis 55 kg vor Tonya Verbeek, Kanada, Chikako Matsukawa, Japan und Leigh Jaynes aus den Vereinigten Staaten. 
In den Jahren 2010 und 2011 wurde Xu Li bei keiner internationalen Meisterschaft mehr eingesetzt.
Im Februar 2012 startete sie dann für China bei der Asien-Meisterschaft in Gumi/Südkorea. Sie enttäuschte dort aber und kam nur auf den 7. Platz.

## Internationale Erfolge
| Jahr | Platz  | Wettbewerb                              | Gewichtsklasse | Ergebnisse |
| 2007 | 28.    | WM in Baku                              | bis 55 kg      | nach einer Niederlage gegen Natalja Golz, Russland                                                                                               |
| 2008 | 3.     | Asien-Meisterschaft in Jeju-si/Südkorea | bis 55 kg      | hinter Saori Yoshida, Japan und Saltanat Abdrachmanowa, Kasachstan                                                                               |
| 2008 | Silber | OS in Peking                            | bis 55 kg      | nach Siegen über Ana Maria Pavăl, Rumänien, Olga Smirnowa, Kasachstan und Jackeline Rentería, Kolumbien und einer Niederlage gegen Saori Yoshida |
| 2009 | 1.     | Welt-Cup in Taiyuan/China               | bis 55 kg      | vor Tonya Verbeek, Kanada, Chikako Matsukawa, Japan und Leigh Jaynes, USA                                                                        |
| 2012 | 7.     | Asien-Meisterschaft in Gumi/Südkorea    | bis 55 kg      | Siegerin: Kanako Murata, Japan vor Tran Thie Dieu Ninh, Vietnam                                                                                  |

## Erläuterungen
- alle Wettbewerbe im freien Stil
- OS = Olympische Spiele, WM = Weltmeisterschaft